# Oddelek za bibliotekarstvo, informacijsko znanost in knjigarstvo, Filozofska fakulteta v Ljubljani
Oddelek za bibliotekarstvo, informacijsko znanost in knjigarstvo deluje na Filozofski fakulteti Univerze v Ljubljani. Izobražuje za delo v vseh tipih organizacij, ki se ukvarjajo z nastajanjem, izbiranjem, urejanjem, shranjevanjem in posredovanjem publikacij in informacij.

## Zgodovina
Čeprav poznamo knjižnice in založbe v vseh zgodovinskih obdobjih od antike naprej, na tem področju dolgo ni bilo možnosti formalnega izobraževanja. V knjižnicah so v 20. stoletju strokovno delo opravljali delavci z gimnazijsko maturo, zahtevnejša in vodstvena dela pa delavci z univerzitetno izobrazbo, največkrat s humanističnega področja. Prva formalna oblika izobraževanja poklicnih knjižničnih delavcev v Sloveniji sta bila petmesečna strokovna tečaja v letih 1947 in 1949. V študijskih letih 1957/58 in 1963/64 je bila organizirana občasna enoletna šola za knjižničarje in arhivske pomočnike. To je bil prvi poskus rednega strokovnega izobraževanja za to področje po zaključeni srednji šoli v Sloveniji. V študijskem letu 1964/65 pa se je v program Pedagoške akademije v Ljubljani (zdaj Pedagoška fakulteta v Ljubljani) vključil redni dvoletni in dvopredmetni višješolski študij knjižničarstva. Učitelji za različne predmete so se tam usposobili še za delo v knjižnicah vseh vrst. Tako se je izobrazilo kar 22 generacij strokovnih delavcev. Večletna prizadevanja Zveze bibliotekarskih društev Slovenije, Narodne in univerzitetne knjižnice v Ljubljani, Univerzitetne knjižnice v Mariboru, Fakultete za sociologijo, politične vede in novinarstvo (zdaj Fakultete za družbene vede), Pedagoške akademije v Ljubljani in Filozofske fakultete v Ljubljani so obrodila sadove leta 1985, ko je bil potrjen visokošolski izobraževalni program bibliotekarstva in leta 1986, ko je bila za izvajalko tega programa določena FF. V marcu 1987 je bil objavljen prvi razpis in v študijskem letu 1988/1989 vpisana prva generacija študentov bibliotekarstva . Za vzpostavitev univerzitetnega študija bibliotekarstva si je posebej prizadeval zasl. prof. dr. Branko Berčič, ki je bil tudi prvi predstojnik novoustanovljenega oddelka.
 Tudi tu je bil sprva mogoč le dvopredmetni študij, torej študij bibliotekarstva in ene od drugih študijskih smeri na Filozofski fakulteti. Od študijskega leta 1996/7 naprej pa je bil mogoč tudi samostojen študij bibliotekarstva. Leta 1997/8 so se kandidati prvič vpisali v magistrski program in leta 1995 v doktorskega.

## Študijski programi

### Dodiplomski študij
Dvopredmetni študij bibliotekarstva
V obdobju od prvega vpisa v študijskem letu 1987/88 do 1995/96 je bilo mogoče bibliotekarstvo študirati le v povezavi z eno od drugih študijskih smeri na Filozofski fakulteti. Mnogi so na tak način študirali katerega od jezikov in bibliotekarstvo, geografijo, zgodovino, filozofijo ali pedagogiko in bibliotekarstvo. Kandidati so postali univerzitetni diplomirani bibliotekarji in filozofi, pedagogi itd. Usposobljeni so bili za delo v knjižnicah in s svojo drugo študijsko smerjo tudi za delo drugod. Zadnja generacija se je na ta način vpisala v študijskem letu 2005/6.
Enopredmetni študij bibliotekarstva
Samo bibliotekarstvo je bilo mogoče študirati od leta 1996/97 dalje. V primerjavi z dvopredmetnim študijem, se študenti tu niso posvetili nobeni drugi znanosti ali disciplini. Pridobili pa so si naziv univerzitetni diplomirani bibliotekar. Usposobljeni so bili za delo v knjižnicah in podobnih ustanovah, npr. dokumentacijskih centrih, založbah in knjigarnah. Zadnja generacija se je na ta način vpisala v študijskem letu 2005/6.
Dodiplomski študij bibliotekarstva in informatike
V študijskem letu 2006/7 je bila vpisana prva generacija študentov, ki so bibliotekarstvo in informatiko študirali po »bolonjski reformi« visokošolskega študija. Čeprav so vsebine predmetov že v dvopredmetnem in enopredmetnem študiju bibliotekarstva obsegale informatiko in založništvo, je preoblikovanje študijskega programa to vsebino tudi formalno prikazalo tako v imenovanju programa kot tudi v poimenovanju pridobljenega poklica. Poteka tudi dvopredmetni študij. Kandidat oziroma kandidatka si po zaključenem študiju pridobi naziv univerzitetnega diplomiranega bibliotekarja in informatika oziroma univerzitetne diplomirane bibliotekarke in informatičarke. 

### Podiplomski študij
Magistrski študij do leta 2008
Od študijskega leta 1997/98 do 2008/9 je bil mogoč vpis v triletni magistrski študijski program bibliotekarstva. Študij je potekal na treh smereh: bibliotekarstvu, informacijski znanosti in knjigarstvu. Kandidati in kandidatke so si pridobili naziv magistra oz. magistrice bibliotekarstva, informacijske znanosti ali knjigarstva.
Magistrski študij od leta 2009
Od študijskega leta 2009/10 je potekal podiplomski študij na treh študijskih programih. Ti programi so se kasneje združili. Medtem ko dodiplomski študij usposablja za osnovna strokovna dela, podiplomski usposobi za samostojno in vodstveno delo.
Doktorski študij do leta 2008/9
Doktorski študij je od leta 1995 potekal po petletnem individualnem programu. Kandidat si je z uspešnim zagovorom doktorske disertacije pridobil naziv doktorja znanosti s področja bibliotekarstva.
Prvi doktorat s tega področja na Univerzi v Ljubljani je bil podeljen leta 1995 dr. Jožetu Urbaniji za disertacijo z naslovom: 
Strokovni in družbeni položaj knjižničarjev v razvoju knjižničarstva in v njegovi sodobni funkciji.
Od leta 2009/10 doktorski študij informacijskih ved poteka v okviru skupnega doktorskega študijskega programa Filozofske fakultete.

### Nagrade za najboljše diplomsko in magistrsko delo
Berčičeva nagrada
Od leta 2002 Oddelek podeljuje Berčičevo nagrado za najboljše diplomsko delo. Dr. Berčič ima posebne zasluge za obstoj Oddelka, zato se je vodstvu oddelka zdelo primerno, da nagrado poimenuje po njem. Nagrada je namenjena spodbujanju študentov, da bi se za diplomsko delo še posebej potrudili. Diploma s skromno denarno nagrado je podeljena za dosežke v preteklem koledarskem letu. Prva je leta 2002 nagrado prejela Jana Golob za delo Bibliografija Avgusta Pirjevca, mentor dr. Jože Urbanija.
Sajetova nagrada
Od leta 2008 Oddelek podeljuje Sajetovo nagrado za najboljše magistrsko delo v preteklem koledarskem letu. Pobudnik in donator sredstev zanjo je prof.dr. Jerry D. Saye, predavatelj na School of Information and Library Science at the University of North Carolina at Chapel Hill. 
Prvo nagrado je leta 2008 prejela mag. Sabina Fras-Popović za delo z naslovom Standard Sistemi vodenja kakovosti in njegovo uvajanje v splošno knjižnico, pripravljeno in obranjeno pod vodstvom doc.dr. Silve Novljan leta 2007.

## Knjižna zbirka Bibliothecaria
V letu 1996 je Oddelek začel izdajati knjižno zbirko Bibliothecaria. Namenjena je objavljanju študijske, znanstvene in strokovne literature na področju bibliotekarstva, informacijske znanosti, knjigarstva in založništva. Nekaj izdaj je prosto dostopnih v Digitalni knjižnici Slovenije .

## Knjižnica oddelka
Prva knjižnica za študente bibliotekarstva je bila na Pedagoški fakulteti, ne kot samostojna enota, ampak kot del Knjižnice Pedagoške fakultete. V tistem času so bila tudi predavanja še tam in na raznih drugih lokacijah. 1. februarja 1996 pa so bili izpolnjeni pogoji za odprtje knjižnice na sedanjem oddelku in zaposlili so prvo bibliotekarko Hedviko Pavlica, dipl. bibl. in prof. soc. Knjižnica BINK deluje od leta 1991, ko je bil zabeležen prvi vnos v inventarno knjigo. Od 3. 4. 1996 je oddelčna knjižnica vključena v OHK FF. To je krovna organizacija vseh (na žalost zaradi prostorske stiske) le virtualno združenih knjižnic vseh oddelkov FF. Prvi predstojnik OHK je bil takratni predstojnik Oddelka za bibliotekarstvo, dr. Martin Žnideršič. Leta 1999 je knjižnica Oddelka za bibliotekarstvo postala prva knjižnica na Filozofski fakulteti, ki je imela dovolj gradiva v COBISS-u, da je lahko uvedla avtomatizirano izposojo. Od tedaj ima vse gradivo evidentirano v COBISS-u, tako da je katalog vsem dostopen. Ves čas se je knjižnica izboljševala. Leta 2005 so pridobili nove računalnike in nov čitalniški prostor, kar je pomenilo velik korak naprej, še posebej v pogojih zelo velike prostorske stiske na Filozofski fakulteti. Knjižnična zbirka obsega znanstveno in strokovno literaturo iz študijskih področij za vse nivoje študija. Knjižnica hrani vsa zaključna študijska dela oddelka. Posebno dragocena je založniška zbirka dr. Martina Žnideršiča, ki je vse življenje sistematično zbiral gradivo iz področja založništva in vsega, kar se tiče knjige, branja in knjižnic. Po tem je edinstvena v tem delu Evrope. Zaradi prostorske stiske je knjižnično gradivo postavljeno na različnih lokacijah. 

## Zborniki
Oddelek je od leta 1998 izdal pomembne zbornike, ki so v knjižni zbirki Bibliothecaria. Prvi je izšel leta 1998, Zbornik razprav, 10 let oddelka za bibliotekarstvo 1987-1997. Drugi je izšel leta 2005, Raziskovalne metode v bibliotekarstvu, informacijski znanosti in knjigarstvu. Tretji pa je izšel leta 2007, Jubilejni zbornik ob 20-letnici Oddelka za bibliotekarstvo, informacijsko znanost in knjigarstvo ter 80-letnici dr. Branka Berčiča.

## Mednarodno sodelovanje oddelka
Mednarodno sodelovanje Oddelka za bibliotekarstvo, informacijsko znanost in knjigarstvo se je začelo okoli leta 2000. Oddelek sodeluje s programom Erasmus. To je program Evropske unije, ki pokriva področje visokega šolstva. V okviru tega združenja je Oddelek leta 2002 so-organiziral svojo prvo veliko mednarodno konferenco BOBCATSSS, ki je bila v Portorožu.

## Znanstvenoraziskovalna dejavnost
Prva raziskava na našem področju je bila opravljena že leta 1973. Oddelek od ustanovitve intenzivno razvija raziskovalno dejavnost. Pedagoški delavci samostojno in v skupinah kandidirajo na razpisih slovenskih financerjev. Aktivno se vključujejo tudi v mednarodne raziskave. Aktualni podatki so na razpolago v informacijskem sistemu o raziskovalni dejavnosti v Sloveniji SICRIS.  

## Predstojnice in predstojniki
- 1987-1990 dr. Branko Berčič
- 1990-1999 dr. Martin Žnideršič
- 1999-2004 dr. Jože Urbanija (teolog)
- 1.10.2004-30.9.2006 dr. Miha Kovač
- 1.10.2006-30.9.2008 dr. Maja Žumer
- 1.10.2008-30.9.2010 dr. Alenka Šauperl
- 1.10.2010-31.3.2015 dr. Primož Južnič
- 1.4.2015-30.9.2017 dr. Miha Kovač
- 1.10.2017-30.9.2019  dr. Polona Vilar
- 1.10.2019-30.9.2021 dr. Miha Kovač
- 1.10.2021-30.9.2023 dr. Tanja Merčun Kariž
- 1.10.2023-30.9.2025 dr. Polona Vilar

## Znane osebnosti oddelka za bibliotekarstvo in informacijsko znanost in knjigarstvo
- Dr. Branko Berčič: diplomiral je leta 1950 na slavistiki FF v Ljubljani, kjer pa je tudi doktoriral. Od leta 1972 dalje je bil ponovno zaposlen v NUK-u, najprej kot vodja Bibliotekarskega strokovnega in raziskovalnega centra, nato pa pomočnik ravnatelja in ravnatelj. Bil je tudi predsednik Zveze društev bibliotekarjev Jugoslavije. Zaposlen je bil tudi na Oddelku za bilbiotekarstvo, ob njegovih 75-letnici pa se je oddelek odločil, da vsako leto podeli Berčičevo nagrado za najboljše diplomsko delo.
- Breda Filo: študirala je na Filozofski fakulteti Univerze v Ljubljani. 25. februarja leta 1955 je diplomirala iz latinskega in grškega jezika s književnostjo. Leta 1961 je opravila strokovni izpit za bibliotekarko, leta 1972 ji je bila priznana strokovna kvalifikacija višji bibliotekar, leta 1975 je pridobila naziv višji bibliotekar-specialist, leta 1979 je pridobila naziv bibliotekarski svetovalec. 27. aprila leta 1985 so jo izvolili za docentko na Filozofski fakulteti Univerze v Ljubljani.
- Dr. Bruno Hartman: Po študiju književnosti južnoslovanskih narodov, slovenskega jezika, francoščine in primerjalne književnosti na ljubljanski univerzi je bil profesor na učiteljišču in gimnaziji v Murski Soboti, nato pa je poučeval na mariborskem učiteljišču. Sodeloval je pri snovanju mreže splošnoizobraževalnih knjižnic na mariborskem območju in bil pobudnik razvoja enotnega računalniškega sistema v knjižnicah. Ob zahtevnem vodstvenem in organizacijskem delu je bil več let urednik revij Knjižnica (1974–79) in Dialogi (1966–68).  Sodeloval je pri ustvarjanju Oddelka za bibliotekarstvo, informacijsko znanost in knjigarstvo Filozofske fakultete Univerze v Ljubljani, kjer je na študente prenašal svoje bogate izkušnje.
- Dr. Gregor Kocijan: študiral je na Filozofski fakulteti v Ljubljani, kjer je leta 1957 diplomiral iz slavistike. Leta 1983 je na ljubljanski Filozofski fakulteti doktoriral z disertacijo Slovenska kratka pripovedna proza v drugi polovici 19. stoletja in po desetih letih (1993) postal redni profesor za zgodovino slovenske književnosti. Upokojil se je leta 1999, leta 2000 je postal zaslužni profesor Univerze v Ljubljani. Od leta 1998 je na Filozofski fakulteti v Ljubljani pogodbeno predaval na Oddelku za bibliotekarstvo, prej pa tudi na Oddelku za primerjalno književnost in literarno teorijo.
- Dr. Jože Spanring: leta 1949 je dokončal študij agronomije na Poljoprivredno šumarskom fakultetu v Zagrebu, doktoriral pa leta 1977 na Biotehniški fakulteti v Ljubljani. Njegovo 42-letno pedagoško delo je bilo vezano z izobraževanjem slušateljev na vseh stopnjah študijskih usmeritev na Biotehniški fakulteti v Ljubljani, na podiplomskih programih iz informacijskih znanosti na univerzi v Zagrebu, predaval je tudi na FSPN in na Filozofski fakulteti v Ljubljani. Na pobudo Branka Berčiča je leta 1983 uvedel proučevanje za raziskovalno delo in uporabo informacijskih virov na Oddelku za bibliotekarstvo Filozofske fakultete.
- Dr. Jože Urbanija: diplomiral je na Teološki fakulteti v Ljubljani. Podiplomski študij je vpisal na univerzi v Zagrebu in leta 1984 magistriral iz informacijskih znanosti – smer bibliotekarstvo. Doktoriral je na Filozofski fakulteti iz smeri bibliotekarskih znanosti in sicer kot prvi doktor na Oddelku za bibliotekarstvo. Zaposlen je bil na oddelku za bibliotekarstvo, kot docent in namestnik predstojnika. Predaval je osnove bibliotekarstva, sodobno organizacijo bibliotekarstva I., II., III.,  ter marketing in menedžment v knjižnicah, nekaj časa pa je bil tudi predstojnik oddelka.
- Majda Ujčič: diplomirala je leta 1959 na Oddelku za biologijo na Prirodoslovno-matematično-filozofski fakulteti v Ljubljani. Bibliotekarstvu se je še bolj posvetila leta 1965, ko je začela z delom v Univerzitetni knjižnici Maribor, ki se je takrat imenovala Študijska knjižnica. Ko je bil na Filozofski fakulteti ustanovljen Oddelek za bibliotekarstvo (1987), je pričela pogodbeno predavati bibliotekonomijo, kar je zanjo in za oddelek pomenilo začeti iz nič in pripraviti učne vsebine. S svojim znanjem je uspešno prispevala k razvoju oddelka. Pripravila je načrt razvoja knjižnice Oddelka za bibliotekarstvo, informacijsko znanost in knjigarstvo in jo do leta 1996 tudi vodila.
- Maks Veselko: vpisal se je na Filozofsko fakulteto v Ljubljani, kjer je pridobival znanje na Oddelku za romanske jezike in književnost. Na tej fakulteti je diplomiral leta 1952. Leta 1956 je opravil strokovni bibliotekarski izpit, 1968 pa je dobil naziv višji bibliotekar. Leta 1981 se je zaposlil na Filozofski fakulteti, kjer je poučeval bibliotekonomijo in še nekatere druge bibliotekarske predmete. Kljub temu, da se je upokojil leta 1988, je do konca šolskega leta 1990/91 še vedno (pogodbeno) predaval na bibliotekarskem oddelku Filozofske fakultete.
- Dr. Mirko Popovič: bil je prvi slovenski doktor bibliotekarstva. Od 1988 je bil asistent za področje bibliotekarstva na Filozofski fakulteti in za področje družboslovne informatike na Fakulteti za družbene vede. Na Oddelku za bibliotekarstvo Filozofske fakultete je vodil predmet Bibliometrija, v študijskem letu 1991/1992 pa predmet Sodobna organiziranost bibliotekarstva in informatika. Bil je tudi izvoljen v naziv docenta.

## Študentske dejavnosti
Obštudijska dejavnost študentov pomembno vpliva, ne samo na povezovanje študentov, ampak tudi na pridobivanje novih znanj in vključevanje študentov v knjižničarsko stroko. Leta 1996 je bil ustanovljen Klub študentov bibliotekarstva Filozofske fakultete, poimenovali pa so ga BIBLIOFF. Leta 1997 pa so ustanovili Sekcijo študentov bibliotekarstva v okviru ZBDS. Z ustanovitvijo sekcije so študenti dobili možnosti udeležbe in aktivnega sodelovanja pri organizaciji in izvedbi strokovnih posvetovanj ZBDS (Zveza bibliotekarskih društev Slovenije)  in njenih sekcij. 
Skoraj od samega začetka so na oddelku potekale strokovne ekskurzije za študente. Na začetku so jih organizirali profesorji, nato so organizacijo prevzeli študenti sami. 
Študenti imajo tudi bralni klub oziroma skupino. Prvič je bil organiziran marca 1999, na pobudo oddelčne bibliotekarke Hedvike Pavlica. Namen kluba je vzpodbujati branje in bralno kulturo, ter pospeševati razvoj vseh oblik pismenosti. 
Vsa leta so študenti poleg vseh drugih aktivnosti sodelovali tudi v študentskem svetu in študentski organizaciji Filozofske fakultete.
Deluje tudi tutorska skupina, kjer študenti višjih letnikov s svojimi izkušnjami in znanjem pomagajo študentom nižjih letnikov pri študijskih problemih in jim omogočajo lažji začetek študija.

## Štubidu
Štubidu je revija študentov bibliotekarstva – Študentov
bibliotekarstva duh. S prekinitvami  izhaja od leta 1999 na Oddelku za bibliotekarstvo, informacijsko znanost in knjigarstvo (BINK) Filozofske fakultete. Prva številka je izšla leta 1999 na A3 listu, vsaka naslednja številka pa je imela več strani. Prva urednika sta bila Tanja Curhalek in Dare Majcenovič. Namen Štubiduja je vzpodbujati sodelovanje med študenti in profesorji, medgeneracijsko druženje študentov in pa promocija oddelka.  Tematike člankov pokrivajo čim več področij študijske in obštudijske dejavnosti študentov in študentk.